# Смеђа хијена
Смеђа хијена (Hyaena brunnea) је врста сисара из реда звери и породице хијена (Hyaenidae). 

## Распрострањење
Ареал врсте покрива средњи број држава. 
Врста је присутна у Јужноафричкој Републици, Анголи, Малавију, Зимбабвеу, Мозамбику, Боцвани, Лесоту и Намибији. Присуство у Свазиленду је непотврђено.

## Станиште
Станишта врсте су планине, саване, полупустиње и пустиње.

## Угроженост
Ова врста је на нижем степену опасности од изумирања, и сматра се скоро угроженим таксоном.